# Casas Históricas da Aldeia de Umutina
As Casas Históricas da Aldeia de Umutina são bens tombados localizados no município de Barra do Bugres, no Mato Grosso.
O povo umutina tinha como território tradicional a bacia do Rio Paraguai, porém após a chegada dos colonizadores, a partir do século XIX, o povo perdeu liberdade e enfrentou longos períodos de guerras com as frentes colonizadoras que subiam o rio. Rendendo-se à pressão dos colonizadores, se deslocaram subindo o Rio Paraguai chegando onde, atualmente, é a aldeia Umutina.
As casas foram tombadas como patrimônio histórico em 2008 através da portaria n.° 036/2008 publicada em 29 de outubro daquele ano.